# Lucas Black
Lucas York Black (Decatur (Alabama), 29 november 1982) is een Amerikaanse film-
en televisieacteur.

## Filmografie
- 2021 - Fast & Furious 9, als Sean Boswell
- 2015 - Fast & Furious 7, als Sean Boswell
- 2014-2019 - NCIS: New Orleans, als Christoffer LaSalle
- 2013 - 42, als Pee Wee Reese
- 2011 - Seven Days in Utopia, als Luke Chisholm
- 2010 - Legion, als Jeep Hanson
- 2009 - Get Low, als Buddy Robinsons
- 2006 - Killer Diller, als vernon
- 2006 - The Fast and the Furious: Tokyo Drift, als Sean Boswell
- 2005 - Jarhead, als Kruger
- 2005 - Deepwater, als Nat Banyon
- 2004 - Friday Night Lights, als Mike Winchell
- 2003 - Cold Mountain, als Oakley
- 2000 - All the Pretty Horses, als Jimmy Blevins
- 2000 - The Miracle Worker, als James Keller
- 1999 - Crazy in Alabama, als Peter Joseph "Peejoe" Bullis
- 1999 - Our Friend, Martin, als Randy (stem)
- 1998 - The X-Files, als Stevie
- 1997 - Flash, als Connor
- 1996 - Ghosts of Mississippi, als Burt DeLaughter
- 1996 - Sling Blade, als Frankie Wheatley
- 1995-1996 - American Gothic (televisieserie), als Caleb Temple
- 1994 - The War, als Ebb